# 노니 마두에케
추쿠논소 "노니" 트리스탄 마두키 (Chukwunonso "Noni" Tristan Madueke, 2002년 3월 10일 ~ )는 잉글랜드의 축구 선수이며, 아스널에서 윙어 또는 공격형 미드필더로 뛰고 있다.
마두에케는 크리스털 팰리스와 토트넘 홋스퍼 유스를 거쳐 2018년 6월 네덜란드 에레디비시의 PSV로 이적해 2019년 8월 2군 용 PSV에서 프로 데뷔전을 치렀다.
2023년 1월 20일, 2850만 파운드 (약 435억)의 이적료에 잉글랜드의 첼시로 이적했다.